# San Miguel (Zamboanga del Sur)
San Miguel (Bayan ng San Miguel) är en kommun i Filippinerna. Kommunen ligger på ön Mindanao, och tillhör provinsen Zamboanga del Sur. Folkmängden uppgår till 15 269 invånare.

## Barangayer
San Miguel är indelat i 18 barangayer.
| - Betinan - Bulawan - Calube - Concepcion - Dao-an - Dumalian - Fatima - Langilan - Lantawan | - Laperian - Libuganan - Limonan - Mati - Ocapan - Poblacion - San Isidro - Sayog - Tapian |